# 山田秀士
山田 秀士（やまだ しゅうじ、1982年〈昭和57年〉11月5日 - ）は、日本の政治家。奈良県御所市長（1期）。

## 来歴
1982年（昭和57年）母の実家のある奈良県明日香村生まれ。1989年（平成元年）恵愛保育園卒園。1995年（平成7年）　御所市立名柄小学校卒業。1998年（平成10年）御所市立葛上中学校卒業。2001年（平成13年）清風高等学校普通科卒業。
2005年（平成17年）関西大学経済学部経済学科卒業。同年、実家の建設会社である株式会社山田建設に入社。2011年（平成23年）祖父の病気により、介護事業を立ち上げ、介護タクシーを導入する。2012年（平成24年）農園事業を立ち上げ、「水越さんろく農園」を開設。農産物の直売事業を展開。
この間2021年（令和3年）には、御所青年会議所第50代理事長なども務めた。2014年（平成26年）御所市議会議員選挙に初当選。以後3期連続当選。この間副議長などを歴任した。
前市長東川裕が2024年（令和6年）9月末日に辞任したことに伴う御所市長選挙に自由民主党の推薦で出馬。同年10月13日無投票で初当選。同市の市長選挙は5期連続で無投票となった。当選後のインタビューでは「東川市政を引き継ぎ庁舎の移転と駅前整備のほか子育て支援などに力を入れ市民が心穏やかに過ごせるまち御所を目指したい」と語った。